# 12-й фронт (Япония)
Двенадцатый фронт (яп. 第12方面軍) — группировка сухопутных войск японской императорской армии, находившаяся в центральной части Японии в конце Второй мировой войны.
12-й фронт был сформирован 2 февраля 1945 года для отражения возможного вторжения Союзников на собственно Японские острова. Его войска должны были оборонять край Канто, штаб-квартира размещалась в городе Токио. С 8 февраля 1945 он перешёл под командование свежесозданного Первого командования, ответственного за оборону Восточной Японии.
Как и в прочих войсках обороны Японских островов, части, входившие во фронт, были укомплектованы слабо подготовленными резервистами, молодыми призывниками либо бойцами территориального ополчения, не имевшими нормального оружия и снаряжения. Войска фронта в боевых действиях не участвовали, и после капитуляции Японии были демобилизованы.

## Список командного состава

### Командующие
|   | Имя                              | С               | По              |
| - | -------------------------------- | --------------- | --------------- |
| 1 | Генерал-лейтенант Кэйсукэ Фудзиэ | 1 февраля 1945  | 9 марта 1945    |
| 2 | Генерал Сидзуити Танака          | 9 марта 1945    | 25 августа 1945 |
| 3 | Генерал Кэндзи Доихара           | 25 августа 1945 | 2 сентября 1945 |

### Начальники штаба
|   | Имя                             | С              | По              |
| - | ------------------------------- | -------------- | --------------- |
| 1 | Генерал-лейтенант Эйити Тацуми  | 1 февраля 1945 | 1 марта 1945    |
| 2 | Генерал-майор Тацухико Такасима | 1 марта 1945   | 25 августа 1945 |